# Roy D. Chapin
Pour les articles homonymes, voir Chapin.
Roy Dikeman Chapin, Sr., né le 23 février 1880 à Lansing (Michigan) et mort le 16 février 1936 à Détroit (Michigan), est un ingénieur, industriel de Hudson Motor Car Company et homme politique américain. Membre du Parti républicain, il est secrétaire au Commerce entre 1932 et 1933 dans l'administration du président Herbert Hoover.

## Source
- (en) Cet article est partiellement ou en totalité issu de l’article de Wikipédia en anglais intitulé « Roy D. Chapin » (voir la liste des auteurs).